# Bőrharisnya-sorozat
A Bőrharisnya-sorozat (eredeti angol címén Leatherstocking Tales) James Fenimore Cooper kalandregény-sorozata, amelyet 1823-tól 1841-ig írt. Öt részből áll: Vadölő (1841), Az utolsó mohikán (1826), Nyomkereső (1840), Bőrharisnya (1823), A préri (1827). Magyarországon az öt regényt a Móra Könyvkiadó egybekötve, Nagy indiánkönyv címen is kiadta.

## A művek születése
J. F. Cooper nem sorrendben írta meg a regényeket. 1823-ban írta meg a Bőrharisnyát. Az utolsó mohikán című regénye, ami a ciklus időrendje szerint a második, 1826-ban jelent meg. Egy  évvel később keletkezett A préri. Ezután több mint egy évtizedig nem készült további regény. 1840-ben az időrend szerint harmadik Nyomkereső. Az időrendben első Vadölő utolsóként készült el. Az öt regényt együttesen Bőrharisnya-sorozat néven ismerik.

### Érdekességek
- Cooper a sorozatot apja hatására írta.
- Apját Marmaduke Temple bíró szerepében ábrázolja.
- Sokan hajlamosak elfeledkezni róla, hogy ezek, mint a korábbi magyar kiadások zöme is, az ifjúságnak szánt átdolgozások. A Bőrharisnya-történetekből modern és teljes fordítás csak napjainkban jelent meg, Az utolsó mohikán.

## Fontosabb szereplők
- Nathaniel Bumppo (egyéb nevei: Vadölő, Sólyomszem, Hosszú Puska, Nyomkereső, Bőrharisnya, öreg trapper) - mindegyik regény
- Csingacsguk (egyéb nevei: Nagy Kígyó, Indián John) - első négy regény

### Vadölő
- 'Hamari' Harry March
- 'Úszó' Tom Hutter, a "Pézsmapatkány", a Kristálytükör-tó ura
- Judith Hutter, Tom idősebb, szép lánya
- Hetty Hutter, Tom fiatalabb, együgyű lánya
- Wah-ta-Wah, Csingacsguk szerelme
- Hasadt Tölgy, irokéz főnök
- Párduc, irokéz főnök
- Szömörce, annak a harcosnak a felesége, akit Vadölő megölt

### Az utolsó mohikán
- Unkasz, Csingacsguk fia
- Cora Munro, Munro alezredes idősebb lánya
- Alice Munro, Munro alezredes fiatalabb lánya
- Duncan Heyward őrnagy, a 60. ezred egyik fiatal tisztje, szerelmes Alice-be
- Ravasz Róka (egyéb nevei: Le Renard Subtil, Magua), irokéz indián, nagyon gonosz
- Munro alezredes, tiszt a 60. ezredből
- Montcalm márki (Marquis de Saint Veran), a William-Henry erődöt ostromló francia sereg parancsnoka

### Nyomkereső
- Jasper Western, 'Édesvíz', a Scud nevű hajó kapitánya
- Charles Cap, 'Sósvíz', egy tengeri hajóskapitány, aki lenézi az édesvízi hajózást
- Mabel Dunham, Dunham őrmester lánya
- Dunham őrmester, a tóparti erőd egyik tiszthelyettese
- Nyílhegy, tuszkaróra indián, a franciák kémje
- Davy Muir hadnagy, az erőd egyik tisztje, a franciák kémje
- Júniusi Harmat, Nyílhegy felesége
- Lord Duncan of Lundie őrnagy, a tóparti erőd parancsnoka
- Sanglier kapitány, francia tiszt

### Bőrharisnya
- Oliver Effingham (álnéven: Oliver Edwards), Bőrharisnya és Csingacsguk barátja
- Elizabeth Temple, Templeton bírójának a lánya, Oliver szerelme
- Marmaduke Temple, Templeton bírója
- Richard Jones, Marmaduke Temple unokaöccse
- Hiram Doolittle, vándoriparos
- Benjamin Penguillan, Marmaduke komornyika
- Luisa Grant, Elisabeth barátnője

### A préri
- Ishmael Bush, a squatter
- Abiram White, Ishmael sógora
- Asa, Ishmael legnagyobb fia
- Ellen Wade, a squatter feleségének a rokona
- Paul Hover, Ellen szerelme
- Duncan Uncas Middleton, a tüzérszázados
- Ines de Certavallos, a tüzérszázados szerelme
- Obed Bat doktor
- Sziklaszív, páni főnök

## Cselekmény

### Vadölő
Két vadász igyekszik egy Kristálytükör nevű szép tó felé, ahol Tom Hutter él cölöpkastélyában két lányával, a varázslatos szépségű Judithtal és az együgyű Hettyvel. A vadászok, akik egymást Vadölő és Harry néven emlegetik, elérik a Kristálytükör-tavat, és Tom Hutter bárkáján irokéz támadás éri őket. A cölöpkastélyból Tom, Harry és Vadölő kimennek megtámadni az indiánokat. Harry és Tom skalpokat szeretnének szerezni, míg Vadölő megpróbálja kiszabadítani indián barátja, Csingacsguk szerelmét. Harryt és Tomot elfogják. Vadölő másnap először öl embert - egy irokéz felderítőt. Csingacsguk megérkezik. Találnak egy ládát, amiben Tom Hutter holmijai vannak. Ezekből kiváltják Tomot és Harryt, majd az indiánok hadat üzennek. Vadölő és Csingacsguk megpróbálják kiszabadítani Wah-ta-Wahot, Csingacsguk szerelmét. Vadölőt elfogják, és nem sikerül kiváltani. A vadászt kínzóoszlophoz állítják. Épp mielőtt kivégeznék, megérkeznek a királyi hadsereg egységei, akiket Harry hívott oda. Hetty halálos lövést kap.

### Az utolsó mohikán
Duncan Heyward őrnagy a William Henry-erőd parancsnokának, Munro alezredesnek a lányait kíséri az erődbe a vadonban egy irokéz vezetővel, Maguával. Találkoznak Sólyomszemmel, Unkasszal és Csingacsgukkal, akik gyanítják, hogy Magua a franciáknak dolgozik. Maguát elkergetik, és az éjszakát irokézekkel körülvéve töltik egy mészkőszigeten egy vízesésben. Másnap reggel innen lövik az irokézeket, de elfogy a lőszerük. Sólyomszem, Csingacsguk és Unkasz elmenekülnek a folyóban, míg a többieket elfogják. Sólyomszem és a két indián az utolsó pillanatban kergetik el az irokézeket, mielőtt azok kivégeznék foglyaikat. Eljutnak a franciák által ostromlott William Henry-erődbe. Ott Duncan megkéri Alice kezét Munro alezredestől. Munro Malcolm márkival folytatott tárgyalásai után az angolok szabadon eltávozhatnak, de az irokézek vérengzést rendeznek közöttük. A nővéreket elfogják. Sólyomszem, a két indián, Heyward és Munro alezredes Magua után erednek, aki elrabolta a lányokat. Ott Unkasz vezetésével a delavár törzs elsöpri az irokézeket. Cora, Unkasz és Magua meghal.

### Nyomkereső
Mabel Dunham és Charles Cap a tóparti erődbe tartanak a tuszkaróra Nyílhegy vezetésével. Találkoznak a keresésükre kiküldött három emberrel: Nyomkeresővel, Jasperrel és Csingacsgukkal. Innen egy folyón át, az irokézekkel folytatott harc közben eljutnak az erődbe. Itt Lundie őrnagy elküldi Dunham őrmestert, Nyomkeresőt, Csingacsgukot, Jaspert, Charles Capot és Mabelt, valamint Muir hadnagyot megfigyelőként hogy a Scud fedélzetén utazva váltsák fel az Ezer Szigetek előretolt állásának helyőrségét. Az Ezer Szigetekről Dunham, Cap, Nyomkereső és Csingacsguk közkatonákkal elfognak két hajónyi francia muníciószállítmányt, de időközben az irokézek átveszik az irányítást a helyőrség felett. Mabel bezárkózik a blokkházba Júniusi Harmattal, Nyílhegy feleségével. Az irokézek egy francia katonatiszttel együtt csapdába csalják Dunham őrmestert, aki sebesülten eljutott a blokkházba, ahol már ott van Nyomkereső is. Nemsokára Cap is bejut. Kiderül, hogy Muir áruló. A regény végén a Scud felbukkan, megadásra kényszeríti az indiánokat. Dunham őrmester a halálos ágyán úgy rendelkezik, hogy Mabel Nyomkereső felesége legyen, de végül is Jasper veszi el a lányt. Muir és Nyílhegy meghal.

### Bőrharisnya
Elizabeth Temple, sok évnyi tanulás után, visszatér Templetonba, ahol apja a bíró. Útközben Temple bíró egy szarvasbikát próbál lelőni, de Olivert találja el. A bíró elviszi őt a házába, és a fiatalember megmenti az eléjük kijövő társaság életét. Köztük van a bíró nagyképű unokaöccse, Richard Jones is. Temple bíró házában Elnathan Todd doktor és Csingacsguk, aki megkeresztelkedett, és akit Indián John néven emlegetnek, meggyógyítják Olivert. A bíró kinevezi seriffé Richardot. Eljön a tavasz, és Richard a favágóval, Billy Kirbyvel együtt tömegesen gyilkolja az állatokat. Richard, egy Hiram Doolittle nevű vándoriparos és Jotham Riddle, egy falusi polgár ezüst után kutatnak, és ezzel gyanúsítják meg Bőrharisnyát és barátait is. Bőrharisnya megmenti Elizabeth és Louisa életét egy párductól. Doolittle házkutatási parancsot szerez Natty Bumppo ellen, aki megakadályozza annak végrehajtását, ezért bíróság elé állítják, és 100 dollár pénzbüntetésre, valamint egy hónapi börtönre ítélik. Ben Penguillan is vele megy a fogdába, de megszöknek. Másnap felgyújtják az erdőt, Csingacsguk meghal, és kiderül, hogy amit Natty rejteget, az Effingham őrnagy, Oliver nagyapja. Oliver és Elizabeth összeházasodnak, Natty pedig eltávozik a prérire.

### A préri
Ishmael Bush és családja a prérire mennek, új föld reményében. Találkoznak az öreg trapperrel, aki segít nekik megfelelő táborhelyet találni. Sziú indiánok elhajtják a jószágaikat. Ishmael legnagyobb fiát lelövik. Az öreg trapper, Paul és a doktor találkoznak egy tüzérszázadossal, Duncan Uncas Middletonnal, aki az öreg trapper egyik régi ismerősének a leszármazottja. Kiderül, hogy a Bush család fogva tartja Middleton menyasszonyát, Ines de Cartvallost. Miközben Bush, a felesége, a sógora és a fiai Asát keresik, az öreg trapper és barátai kiszabadítják Inest. Ellennel és Inessel együtt menekülnek a sziúk és Bushék elől. Végül eljutnak a páni indiánok táborába. Paul, Ellen, a százados, Ines és a doktor visszatérnek a civilizált életbe. Az öreg trapper fél év múlva meghal.

## A magyar kiadásokról
A hazai kiadások, beleértve a második világháború előttieket is (Garády Viktor, Pallagi Gyula, Mikes Lajos, Honti Rezső és mások munkái), zömmel mind az "ifjúság számára átdolgozott, rövidített" verziók voltak, csak úgy, mint a háború után Réz Ádám ill. Szinnai Tivadar fordításai ill. átdolgozásai. Ez alól, az öt indián történetet illetően, a Hartleben kiadónál (1845) Gondol Dániel fordításában is megjelenő Az utolsó mohikán lett kivétel, amit a modern korban Gy. Horváth László fordításában az eredeti terjedelemben, átdolgozás nélkül is olvashatunk (2019). A másik ilyen Bőrharisnya-történet  a Vadölő, amit Vadfogó címmel még Eötvös József fordított le eredeti terjedelmében 1873-ban.